# Aguada de Cima
Pour les articles homonymes, voir Aguada.
Aguada de Cima est une paroisse civile portugaise (en portugais : freguesia) de la municipalité d'Águeda dans le district d'Aveiro.

## Démographie
Lors du recensement de 2021, Aguada de Cima compte 3 893 habitants.